# 달니보스토크 침몰 사고
달니보스토크 침몰 사고는 2015년 4월 2일, 러시아 오호츠크해 캄차카반도 부근에서 트롤선 달니보스토크(러시아어: Дальний Восток)호가 침몰한 사고이다. 132명의 탑승자 중 56명이 사망하고 13명이 실종되었다.